# Billy Cobham
 (janvier 2021).
William Emanuel Cobham Jr. dit Billy, né le 16 mai 1944 à Panama, est un batteur de jazz et compositeur panaméen. Célèbre pour son jazz fusion dans les années 1970, avec le Mahavishnu Orchestra, il met en place un style de batterie influencé par le rock et le funk. Billy Cobham a joué avec des musiciens jazz tels que Horace Silver et Joe Henderson, il a donc ses racines dans le jazz et non dans le rock.

## Biographie
Né à Colón, Panama, sa famille a déménagé à Brooklyn, New York, alors qu'il avait trois ans. Son père, Manuel, travaillait comme statisticien hospitalier la semaine et jouait du piano le week-end. Cobham a commencé à jouer de la batterie à l'âge de quatre ans et a rejoint son père quatre ans plus tard. À l'âge de quatorze ans, il a reçu son premier kit de batterie en cadeau après avoir été accepté à la High School of Music & Art de New York. Il a été enrôlé en 1965 et pendant les trois années suivantes, il a joué avec un groupe de l'armée américaine.
Après sa libération, il est devenu membre du quintette d'Horace Silver. Il a joué un premier modèle de kit de batterie qui lui a été donné par Tama Drums. Il était batteur maison pour Atlantic Records et musicien de session pour CTI et Kudu, apparaissant sur les albums White Rabbit de George Benson, Sunflower de Milt Jackson et Soul Box de Grover Washington Jr..
Cobham a lancé le groupe de jazz rock Dreams avec Michael Brecker, Randy Brecker, Barry Rogers et John Abercrombie. Il est allé plus loin dans le jazz fusion lorsqu'il a tourné avec Miles Davis et a enregistré les albums Bitches Brew et A Tribute to Jack Johnson. En 191, lui et le guitariste John McLaughlin ont quitté Davis pour fonder le Mahavishnu Orchestra, un autre groupe qui a fusionné le rock, le funk et le jazz. Cobham a fait de nombreuses tournées de 1971 à 1973 avec le Mahavishnu Orchestra qui a sorti deux albums studio, The Inner Mounting Flame (1971) et Birds of Fire (1973) et un live, Between Nothingness & Eternity (1973). Les versions studio des chansons de l'album live sont sorties sur The Lost Trident Sessions (1999).
Le premier album solo de Cobham, Spectrum (1973), l'a surpris lui et sa maison de disques, lorsqu'il a atteint le n° 1 du palmarès des albums de jazz du magazine Billboard et le n° 26 du palmarès des 200 meilleurs albums. Cobham a commencé à expérimenter différents équipements de batterie. En 1974, pour Crosswinds, il a utilisé une caisse claire en fibre de verre construite pour lui par Al Duffy et a utilisé la pédale de grosse caisse à entraînement par chaîne personnalisée de Duffy. Le kit de batterie massif de Cobham au milieu des années 1970, basé sur un ensemble en acrylique transparent de Fibes Drums, contenait deux grosses caisses Fibes, une caisse claire Duffy personnalisée, deux toms rack à coque évasée de North Drums, quatre toms rack Fibes, deux toms sol Fibes , deux gongs de Duffy personnalisés par Jeff Ocheltree, le roadie de Cobham, un charleston, cinq cymbales Zildjian et un gong suspendu de 36 pouces. Ce kit expansif et le style dynamique de Cobham ont influencé les batteurs ultérieurs.
En 1980, il travaille avec Jack Bruce dans Jack Bruce & Friends. Pour ce groupe, Cobham a utilisé un très grand kit de batterie personnalisé conçu pour lui par Tama Drums, comprenant trois grosses caisses avec des pédales liées et trois caisses claires dont une piccolo et une à expansion Hinger Space Tone. Cobham a déclaré que ce kit s'adaptait à la musique et que la musique s'adaptait au kit - "un scénario continuel de poulet-œuf-poulet." Le 30 octobre 1980, il rejoignit le groupe Grateful Dead lors de leur concert à Radio Salle municipale de musique. Il a effectué une longue session solo de batterie avec les deux percussionnistes du groupe, Bill Kreutzmann et Mickey Hart, également connus sous le nom de Rhythm Devils. En 1981, Billy Cobham's Glass Menagerie a été formé avec Michał Urbaniak au violon, Gil Goldstein au piano, Tim Landers à la basse et Mike Stern à la guitare. Dean Brown a remplacé Stern lorsqu'il est parti jouer avec Miles Davis. Glass Menagerie a sorti deux albums pour Elektra Musician.
En 1984, il joue dans le groupe Bobby and the Midnites, un projet parallèle pour Bob Weir du Grateful Dead, avec Bobby Cochran et Kenny Gradney, et enregistre l'album Where the Beat Meets the Street.
Cobham a déménagé en Suisse en 1985.
En 1994, il a rejoint un casting de stars du Greek Theatre à Los Angeles et les résultats sont apparus sur l'album Stanley Clarke, Larry Carlton, Billy Cobham, Najee et Deron Johnson Live at the Greek. Le concert était principalement la musique de Clarke, mais tous les musiciens ont contribué du matériel.
En 2006, Cobham a sorti Drum 'n' Voice 2, un retour au son jazz-funk des années 1970, avec des invités tels que Brian Auger, Guy Barker, Jeff Berlin, Frank Gambale, Jan Hammer, Mike Lindup, Buddy Miles, Dominic  Miller, Airto Moreira, John Patitucci et le groupe Novecento. L'album a été produit et arrangé par Pino et Lino Nicolosi pour Nicolosi Productions. En 2009, il a sorti Drum'n' Voice 3. Parmi les invités figuraient Alex Acuña, Brian Auger, George Duke, Chaka Khan, Bob Mintzer, Novecento, John Scofield et Gino Vannelli.
Cobham joue de sa batterie en utilisant la technique à main ouverte, qui permet au joueur de jouer sans croiser la main droite sur la caisse claire.
En décembre 2011, Cobham a commencé à enseigner la batterie en ligne à la Billy Cobham School of Drums, une école de la ArtistWorks Drum Academy.

## Équipement
- Kit : Batterie Tama star[1]
- Cymbales : SABIAN série Artisan et HHX
- Baguettes : VIC FIRTH

## Discographie

### Solo
- 1973 : Spectrum (Atlantic records, existe aussi en DVD audio surround)
- 1974 : Crosswinds (Atlantic records, réédition CD sur le label wounded bird)
- 1974 : Total Eclipse (Atlantic records, réédition CD sur le label wounded bird)
- 1974 : Shabazz (Atlantic records, réédition CD sur le label wounded bird)
- 1975 : A Funky Thide Of Sings (Atlantic records)
- 1976 : Life and Times (Atlantic records)
- 1976 : "Live" on Tour in Europe (Atlantic records)
- 1977 : Magic (Columbia)
- 1978 : Inner Conflicts (Atlantic records)
- 1978 : Simplicity of Expression : Depth Of Thought (Atlantic records)
- 1978 : Alivemutherforya (Columbia)
- 1979 : B.C. (Columbia)
- 1980 : Live : Flight Time (Inakustik)
- 1981 : Stratus (Inakustik)
- 1982 : Observations & Reflections (Elektra, épuisé)
- 1982 : Smokin’ (Elektra, épuisé)
- 1982 : Observatory (Elektra)
- 1985 : Warning (GRP records)
- 1986 : Power Play (GRP records)
- 1987 : Picture This (GRP records)
- 1989 : Incoming
- 1992 : By Design (Cleopatra)
- 1993 : The Traveler (Evidence)
- 1999 : Nordic (Cleopatra, enregistré en 1996)
- 1999 : Off Color
- 1999 : Focused (Cleopatra)
- 2001 : Drum'n'voice : all that groove (Nicolosi Productions - Just Groove)
- 2001 : Culture mix
- 2006 : Drum'n'voice 2 (Nicolosi Productions - Just Groove)
- 2007 : Fruit from the loom
- 2009 : Drum'voice 3 (Nicolosi Productions - Just Groove)
- 2010 : Palindrome
- 2013 : Compass point (live, enregistré en 1997)
- Live In Rome in 5.1
- 2014 : Tales From The Skeleton Coast
- 2024 : Fusion

### Miles Davis
- 1970 : A Tribute to Jack Johnson
- 1972 : On the Corner
- 1970 : Live-Evil
- 1970 : Bitches Brew
- 1972 : Get Up With It
- 1955-1970 : Circle in the Round (Compilation)
- 1960-1970 : Directions (Compilation)

### Mahavishnu Orchestra
- 1971 : The Inner Mounting Flame
- 1973 : Birds of Fire
- 1973 : Between Nothingness and Eternity (Live)
- 1984 : Mahavishnu (Album de reformation 1984 réédition CD sur le label wounded bird)
- 1998 : The Lost Trident Session

### Autres apparitions
- Carlos Santana/John McLaughlin - Love Devotion Surrender
- Carlos Santana : Divine Light - Alice Coltrane, Jack DeJohnette, Jan Hammer, John McLaughlin, Michael Shrieve.
- Peter Gabriel - Passion
- Horace Silver - You’ve got to take a little love
- Kenny Burrell - God Bless The Child
- Dreams - Dreams
- Dreams - Imagine My Surprise
- Cargo avec Norbert Domling et Juraj Galan
- Milt Jackson - Sunflower
- Deodato - Prelude
- Billy Cobham et George Duke - Billy Cobham George Duke Band live Montreux 76
- Stanley Clarke - Live at the Greek
- Stanley Clarke - School days
- Quincy Jones - Midnigth soul petrol
- Stanley Turrentine - Salt Song
- George Benson - White Rabbit
- Roberto Tola - Kon Tiki
- Stanley Turrentine with Milt Jackson - Cherry
- Freddie Hubbard - Sky Dive
- Gábor Szabó - Mizrab
- Ron Carter - Blues Farm
- Ron Carter - All Blues
- Ron Carter - Spanish Blue
- Ron Carter - Yellow & Green
- Don Sebesky - Giant Box
- Peter Gabriel - Big Blue Ball

## Vidéographie
- DVD
  - Billy Cobham's Glass Ménagerie live Riazzano mars 81 série Jazz Club label TDK
  - Gil Evans Orchestra sidemen tout le Glass ménagerie et les Brecker Brothers live Lugano 83 série Jazz Club label TDK
  - Billy Cobham live Cannes 89 série Jazz Legends label Quantum Leap
  - Billy Cobham culture mix New Morning 2002 label Inak
  - Billy Cobham, Herbie Hancock & Ron Carter : World Of Rythm
  - Cobham meets Bellson

## Apparitions TV
- Billy Cobham George Duke Band live Montreux 76 rediffusé sur wowow jazz files
- Billy Cobham Glass Ménagerie live Montreux 82 rediffusé sur wowow jazz library